# Jerónimo Nadal
Jerónimo Nadal, talvolta italianizzato in Girolamo Natale (Palma di Maiorca, 11 agosto 1507 – Roma, 2 aprile 1580), è stato un gesuita e teologo spagnolo.

## Biografia

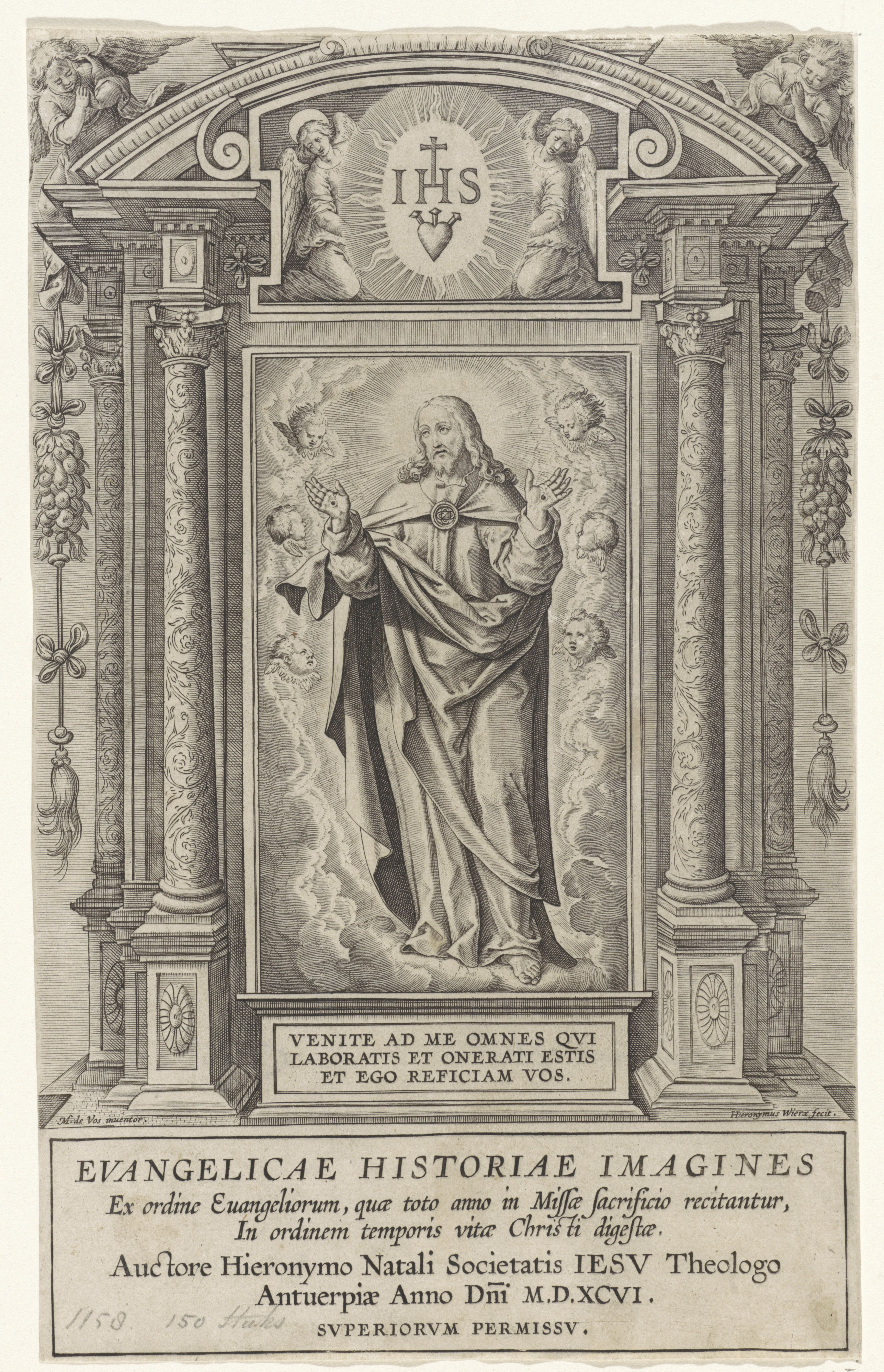
Jerónimo Nadal, Evangelicae Historiae Imagines, Anversa, Zanetti, 1596.

Nato da una famiglia agiata, studiò alle università di Alcalá e Parigi, dove conobbe Ignazio di Loyola e i suoi primi compagni: nonostante il loro invito a unirsi alla comunità, Nadal rifiutò. Proseguì i suoi studi ad Avignone, dove ottenne un dottorato in teologia e venne ordinato prete nel 1538.
Tornato in patria, ebbe modo di leggere le lettere che Francesco Saverio inviava dall'India e nel 1545 decise di recarsi a Roma per conoscere meglio la Compagnia di Gesù; fece gli esercizi spirituali sotto la direzione di Jerónimo Doménech e maturò definitivamente la decisione di entrare nell'ordine.
Collaborò con il fondatore alla stesura delle Costituzioni dell'ordine; nel 1548 gli fu affidato l'importante compito di fondare il Collegio dei Gesuiti di Messina, il primo collegio aperto dai Gesuiti; Messina sarebbe diventata il prototipo e il modello per tutti gli altri collegi della Compagnia e il laboratorio della pedagogia dei gesuiti.
Nadal ricoprì cariche importanti nelle province gesuite di Francia e di Spagna ed ebbe per due volte l'incarico di teologo pontificio da parte, prima, di papa Paolo IV (in occasione della dieta di Augusta nel 1555), e poi di papa Pio IV (per il concilio di Trento, nel 1563).
Rientrato a Roma nel 1563, fu rettore del Collegio Romano (1564) e vicario generale della Compagnia di Gesù (1571).
Ha lasciato le Adnotationes et meditationes in Evangelia, pubblicate postume nel 1594, e le Scholia in constitutiones et declarationes s. Ignatii, edite nel 1883; a partire dal 1898 sono stati pubblicati nei Monumenta Historica Societatis Iesu i cinque volumi delle Epistolae et monumenta p. Hieronymi Nadal.